# スランゲル・ウィップス・ジュニア
スランゲル・サミュエル・ウィップス・ジュニア（パラオ語: Surangel Samuel Whipps Jr., 1968年8月9日 - ）は、パラオの政治家、実業家。同国大統領（第10代）。同国第7・9代大統領であるトミー・レメンゲサウは義兄にあたる。

## 来歴

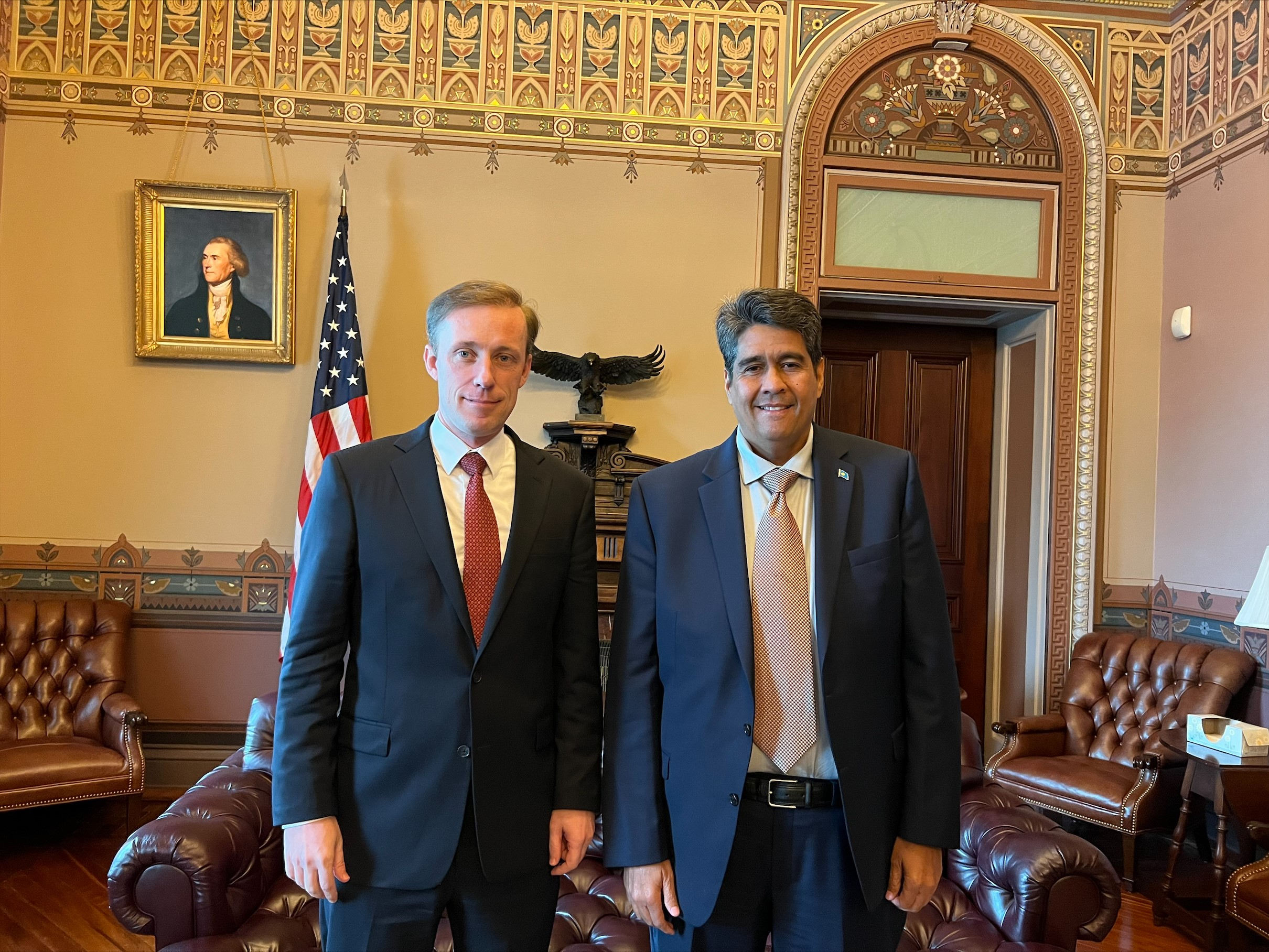
アメリカのジェイク・サリバン大統領補佐官（左）と共に（2022年）

ボルチモア出身、現在はガスパン州在住。代議院議長を務めたスランゲル・ウィップス・シニアの息子として誕生。アンドリューズ大学で経済学の学位を取得、カリフォルニア大学ロサンゼルス校ではMBAを取得した。2008年から2016年まで元老院議員を務める。
2016年の大統領選挙では義兄であるトミー・レメンゲサウの対抗馬として出馬したが、51%対48%で敗れた。2020年大統領選挙で再出馬し、税制改革を公約にした。同国前副大統領であるレイノルド・オイロウチを破った。COP26の演説では、「天然資源の破壊を止めないことは、いつしか私の国に核兵器を発射するにと変わらない」と世界に訴えかけた。
2022年9月22日、同月27日に実施された故安倍晋三国葬儀にジュニアがパラオ代表として参列することが、日本国外務省により発表された。同月28日には天皇徳仁と会談した。
2024年11月12日の大統領選挙で勝利宣言を行った。